# Fehér Péter (színművész)
Fehér Péter (Budapest, 1965. augusztus 11. –) magyar színész, szinkronszínész, ceremóniamester, bűvész

## Életpályája
A színészettel gimnáziumi tanulmányait követően került kapcsolatba. Az amatőr színjátszás évei után hivatásos társulatokkal is fellépett. Televíziós és filmes produkciókban, az 1990-es évek végétől szerepel, így többek között „A tanár” című sorozatban vagy a „Csak csonthalom” című dokumentumfilmben (Török Aurél régészprofesszor megformálójaként), illetve reklámfilmekben is gyakran látható. Az Oscar-díjas rendező Deák Kristóf Eszméletlen c. minisorozatában a papot alakította.
2000-től napjainkig szinkronstúdiókban dolgozik. Számtalan mozifilmben, filmsorozatban, rajzfilmben, dokumentumfilmben, ismeretterjesztő filmben, rádió, internetes és tv reklámban hallható a hangja.
Hajnóczy Soma bűvészvilágbajnok és Kelle Botond bűvész felkérésére, a 2015-ös kezdetektől, ő az "Illúzió Mesterei" bűvészshow reklámhangja. 
A bűvészmesterséget 2008-ban kezdte el tanulni. 2010 óta önálló műsoraival is fellép, céges és családi rendezvényeken. A bűvészetet, az általa 2006 óta művelt esküvői ceremóniamesterséggel, egyedülálló módon és nagy sikerrel ötvözve teremtette meg, a "bűvész-ceremóniamesterség" műfaját. A "bűvész-ceremóniamester" fogalom egybeforrt a nevével, és az esküvőszakma 2010 óta ezen a néven tartja számon.  
A Spektrum televízió „Abrakadabra” címmel 2022-ben bemutatott bűvészettörténeti ismeretterjesztő sorozatában, szakértőként szerepelt.

## Film és sorozatszerepei
- …a szomszéd tehene - Emmahanna apja (2024. rend.: Kalamár Tamás)
- Brigi és Brúnó – Dr. Pintér Márton (2023, rend.: Herendi Gábor, Ipacs Gergely)
- A tanár – osztó (2021, rend.: Kovács Dániel Richárd, Zomborácz Virág)
- Eszméletlen – pap (2017, rend.: Deák Kristóf)
- Max – német polgár (2002, rend.: Menno Meyjes)

## Televíziós szerepek
- Szerencsekerék - játékos (2023. TV2)
- Abrakadabra, – szakértő (2022, Spektrum)
- Bumm! - játékos (2018. TV2)
- Áll az alku – játékos (2019. TV2)

## Szinkronszerepek
- Tűzgyújtó (film, 2022) (2022)
- A torontói ember (2022)
- Thor: Szerelem és mennydörgés (2022)
- A tengeri fenevad (2022)
- Ms. Marvel (televíziós sorozat) - 2. rész: Paff (2022)
- Ms. Marvel (televíziós sorozat) - 1. rész: Útkeresés (2022)
- Legendás állatok: Dumbledore titkai (2022)
- Downton Abbey: Egy új korszak (2022)
- A vadnyugat törvényei szerint (2021)
- Sokkal több mint testőr 2. (2021)
- Ne nézz fel! (2021)
- Mátrix: Feltámadások (2021)
- Nincs idő meghalni (2021)
- Halálos iramban 9. (2021)
- Énekelj! 2. (2021)
- A briliáns csel (2021)
- A láthatatlan ember (2020)
- Lassie hazatér (2020)
- Hogyan lettem szuperhős (2020)
- Capone (2020)
- Yesterday (2019)
- Terminátor: Sötét végzet (2019)
- Richard Jewell balladája (2019)
- Pókember: Idegenben (2019)
- Men in Black – Sötét zsaruk a Föld körül (2019)
- Király ez a srác! (2019)
- Karácsony 9-től 5-ig (2019)
- Joker (2019)
- Így neveld a sárkányodat 3. (2019)
- Gyerekjáték (2019)
- Bosszúállók: Végjáték (2019)
- Bazi nagy francia lagzik 2. (2019)
- Aladdin (2019)
- Ready Player One (2018)
- Pál, Krisztus apostola (2018)
- Nyugi, gyalog nem jut messzire (2018)
- Nyughatatlan özvegyek (2018)
- Mary Poppins visszatér (2018)
- Jurassic World: Bukott birodalom (2018)
- Johnny English újra lecsap (2018)
- Bosszúállók: Végtelen háború (2018)
- A Hihetetlen család 2. (2018)
- Haverok harca (2018)
- Az esküvői vendég (2018)
- Érett csajszik akcióban (2018)
- Az első ember (2018)
- Bűbáj herceg és a nagy varázslat (2018)
- Átejtve (2018)
- Wonder Woman (2017)
- Viktória királynő és Abdul (2017)
- Verdák 3. (2017)
- A szépség és a szörnyeteg (2017)
- A Pentagon titkai (2017)
- A múmia (2017)
- Mary és a varázsvirág (2017)
- Lego Batman (2017)
- A legnagyobb showman (2017)
- Kincsem (2017)
- Hogyan legyél latin szerető (2017)
- Gyilkosság az Orient expresszen (2017)
- Floridai álom (2017)
- Escobar (2017)
- Elképzelt menyasszony (2017)
- Az élet napos oldala (2017)
- A szerelem vak (2016)
- Zsivány Egyes – Egy Star Wars-történet (2016)
- Zootropolis – Állati nagy balhé (2016)
- Winnetou 1.: Apacsok földjén (2016)
- Tarzan legendája (2016)
- Szerelem és barátság (2016)
- Szenilla nyomában (2016)
- A stylist (2016)
- Pelé (2016)
- Miért pont Ő? (2016)
- A dzsungel könyve (2016)
- Bosszúállók: Ultron kora (2015)
- Jurassic World (2015)
- A galaxis őrzői (2014)
- Zorro legendája (2005)

## Színházi szerepei
- Kincses sziget – kalóz (2006., rend.: Szinovál Gyula)